# Союз-15
Союз-15 — пілотований космічний корабель серії «Союз». Корабель повинен був доставити до орбітальної станції «Салют-3» другий екіпаж, для якого були заплановані роботи тривалістю один місцяць. Кораблю не вдалось зістикувась з орбітальною станцією «Салют-3» (Алмаз-2), через що політ було достроково припинено. Перша посадка корабля вночі.

## Екіпаж
- Основний

Командир Сарафанов Геннадій Васильович
Бортінженер Дьомін Лев Степанович
- Дублерний

Командир Волинов Борис Валентинович
Бортінженер Жолобов Віталій Михайлович
- Резервний

Командир Зудов В'ячеслав Дмитрович
Бортінженер Рождественський Валерій Ілліч

## Політ
26 серпня 1974 року в 19:58:05 UTC з космодрому Байконур запущено КК Союз-15 з екіпажем Сарафанов, Дьомін.
27 серпня екіпаж КК «Союз-15» спробував тричі зістикуватись з орбітальною станцією (ОС) Салют-3 (Алмаз-2), але не зміг через збій у роботі системи зближення «Ігла» і був змушений повертатись на Землю у зв'язку з закінченням заряду акумуляторних батарей
28 серпня о 20:10:16 UTC КК Союз-15 приземлився вночі за 48 км на південний схід від міста Цілиноград.